# Provincia de Chachoengsao
Chachoengsao (en tailandés: ฉะเชิงเทรา) es una de las setenta y seis provincias que conforman la organización territorial del Reino de Tailandia.

## Geografía
En la parte oeste de la provincia, río abajo, se encuentra llanura del río Bang Pa Kong, que se utiliza ampliamente para el cultivo de arroz. Hacia el este el terreno es más accidentado, con una altitud promedio de más de 100 metros sobre el nivel del mar.

## Historia
Chachoengsao es una provincia de la región Central. La mayoría de las personas se han asentado por el río Pakong Bang y a lo largo de los canales. "Luangpho Phuttha Sothon" es un centro de fe para los locales. En el pasado, Chachoengsao era una ciudad de cuarta clase en el Ministerio de Defensa. Durante el reinado del rey Rama I, fue adscrita al Ministerio del Interior. Hasta el reinado del rey Rama V, que cambió el sistema de administración, Chachoengsao se convirtió en una ciudad en el Círculo de Prachin Buri. En 1916, su estado ha cambiado de una ciudad a una provincia. "Chacheongsao" es una palabra en idioma Jemer que significa: canal profundo. 

## Divisiones Administrativas

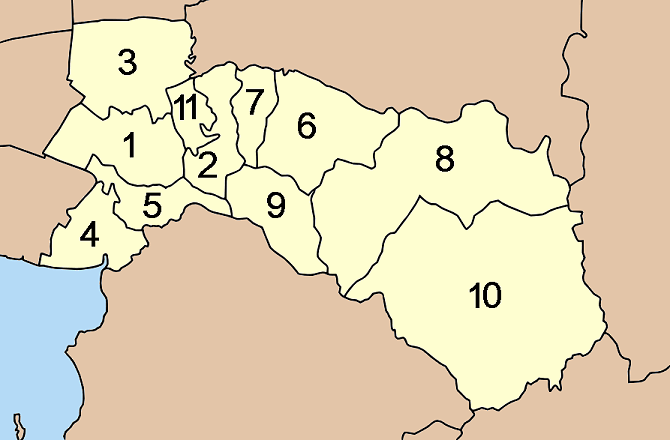
Distritos de la provincia.

Esta provincia tailandesa se encuentra subdividida en una cantidad de distritos (amphoe) que aparecen numerados a continuación:
- 1. Mueang Chachoengsao
- 2. Bang Khla
- 3. Bang Nam Priao
- 4. Bang Pakong
- 5. Ban Pho
- 6. Phanom Sarakham
- 7. Ratchasan
- 8. Sanam Chai Khet
- 9. Plaeng Yao
- 10. Tha Takiap
- 11. Khlong Khuean

## Demografía
La provincia abarca una extensión de territorio que ocupa una superficie de unos 5,351.0 km² kilómetros cuadrados, y posee una población de 635.153 personas (según las cifras del censo realizado en el año 2000). Si se consideran los datos anteriores se puede deducir que la densidad poblacional de esta división administrativa es de 119 habitantes por kilómetro cuadrado aproximadamente.